# Pionosyllis articulata
Pionosyllis articulata är en ringmaskart som beskrevs av Kudenov, Harris in Blake, Hilbig och Scott 1995. Pionosyllis articulata ingår i släktet Pionosyllis och familjen Syllidae. Inga underarter finns listade i Catalogue of Life.